# サン・パオロ・ダルゴーン
サン・パオロ・ダルゴーン（伊: San Paolo d'Argon  ( 音声ファイル)）は、イタリア共和国ロンバルディア州ベルガモ県にある、人口約5,700人の基礎自治体（コムーネ）。

## 地理

### 位置・広がり
ベルガモ県のコムーネ。県都ベルガモから東へ10km、ブレシアから西北西へ36km、州都ミラノから東北東へ54kmの距離にある。

#### 隣接コムーネ
隣接するコムーネは以下の通り。
- アルバーノ・サンタレッサンドロ
- チェナーテ・ソット
- ゴルラーゴ
- モンテッロ
- スカンツォロシャーテ
- トッレ・デ・ロヴェーリ
- トレスコーレ・バルネアーリオ

### 地震分類
イタリアの地震リスク階級 (it) では、3 に分類される
。